# Solofra
Solofra és un dels 119 municipis o comunes ("comune" en italià) de la província d'Avellino, a la regió de Campània. S'estén per una àrea de 4.487 km², tenint una densitat de població de 2.667 hab/km². Segons el cens de 2021 te una població de 11.967 habitants. Limita amb els municipis d'Aiello del Sabato, Calvanico, Contrada, Montoro Superiore i Serino.

## Territori
El territori de Solofra s'estén en una fèrtil vall envoltada pels Picentini (unes muntanyes cobertes de boscos de castanyers) al sud-oest de la província d'Avellino. Amb una altitud mitjana d'uns 400 metres sobre el nivell del mar, Solofra gaudeix d'un clima lleu i plujós, amb estius calents i secs i hiverns poc freds, i poques vegades excessivament humit per la seva proximitat al mar. Al poble de Sant'Agata Irpina hi origina corrent el Solofrana, un afluent del Sarno.

## Galeria d'imatges

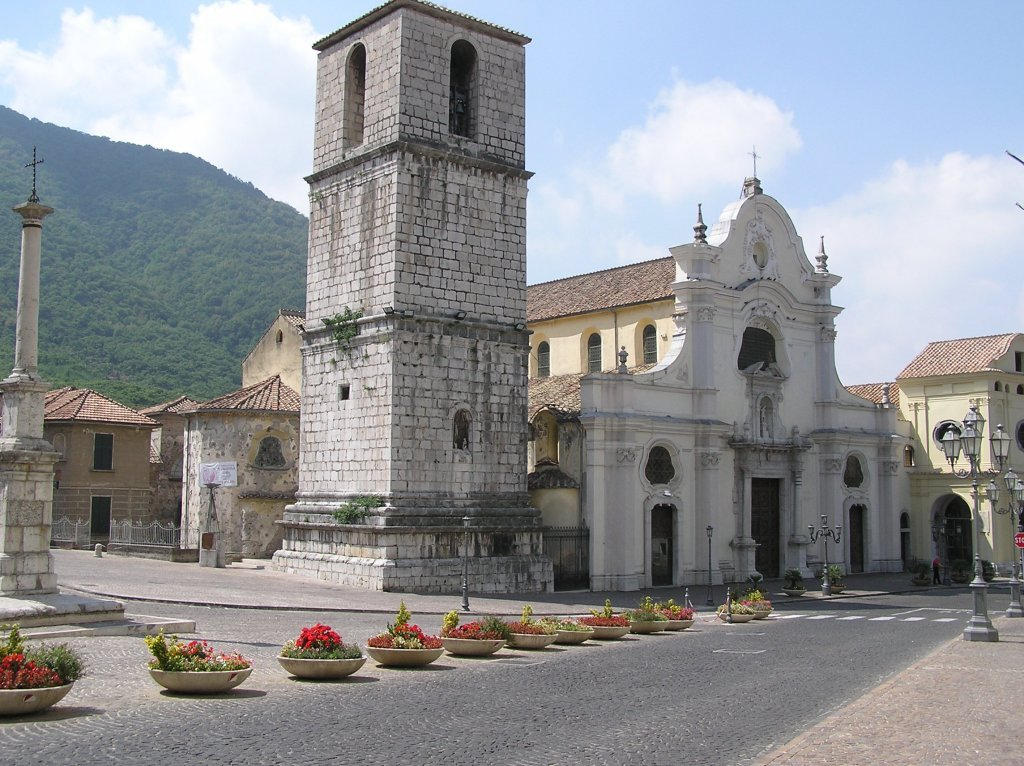
Piazza San Michele i collegiata di San Michele Arcangelo.
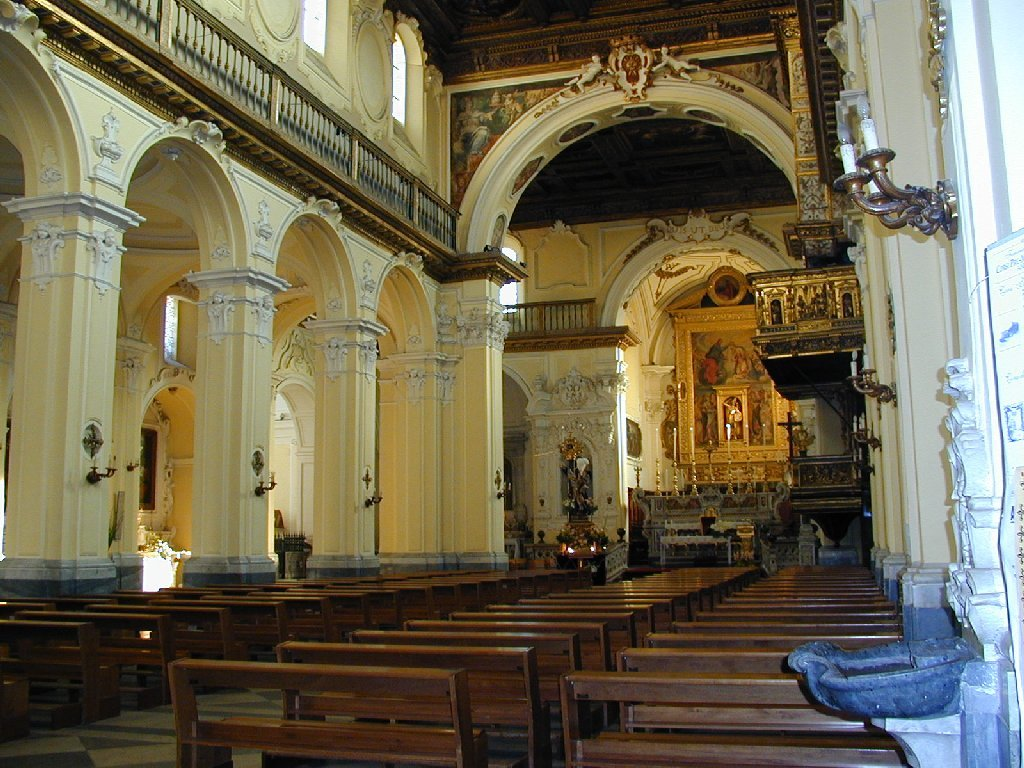
Interior de la collegiata di San Michele Arcangelo.
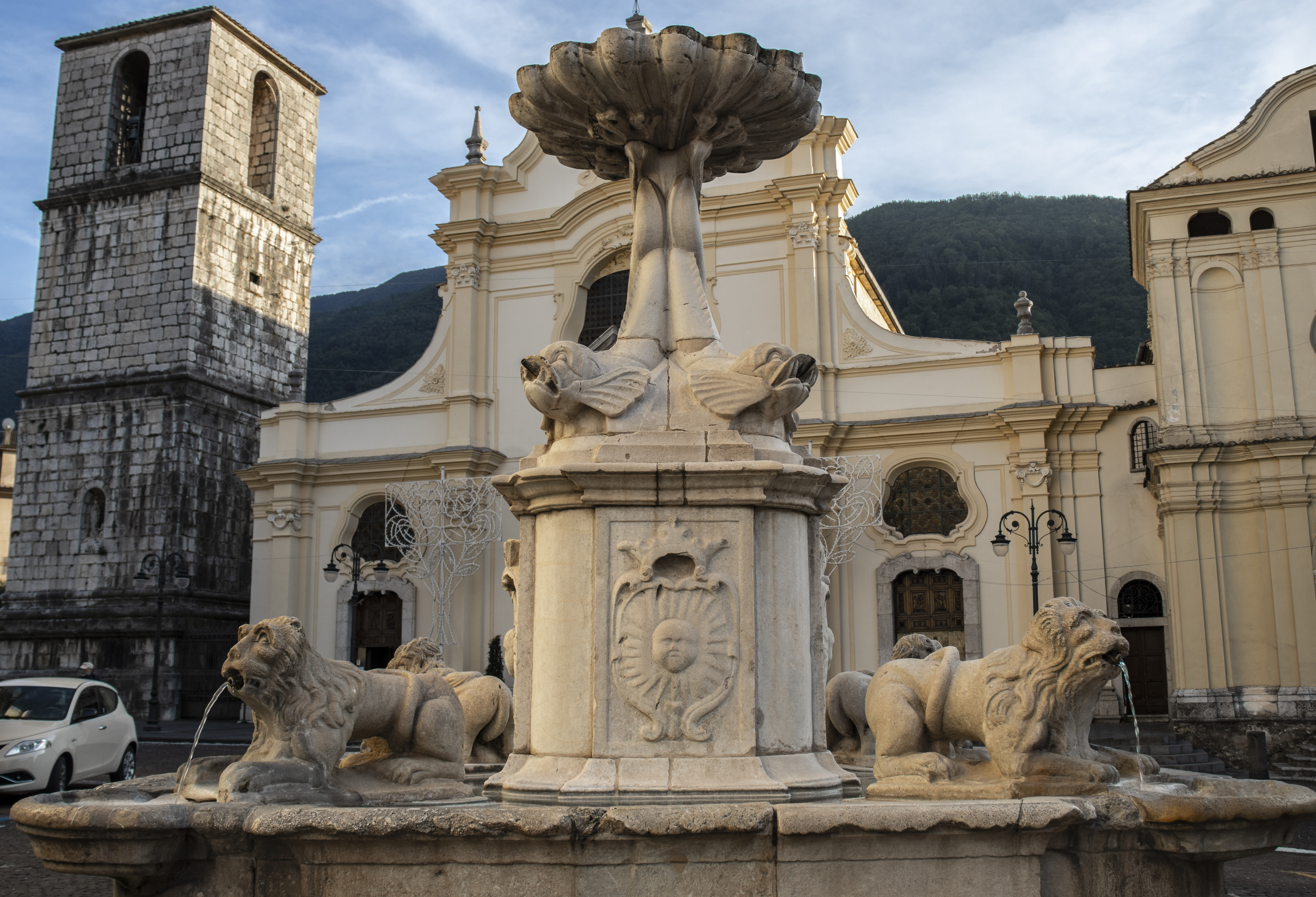
Font dels quatre lleons, a la piazza San Michele.
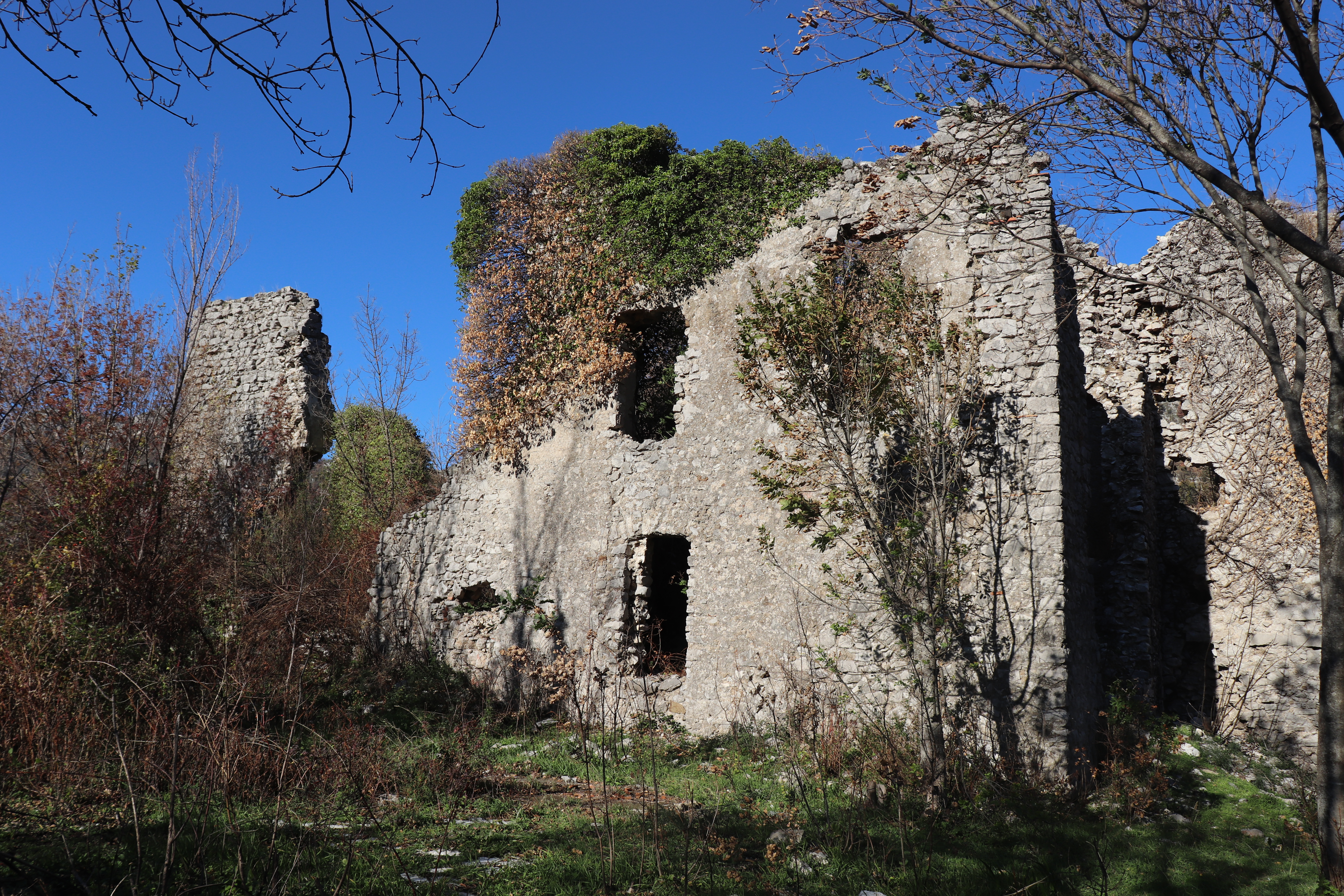
Castello di Solofra.